# Prackovice nad Labem

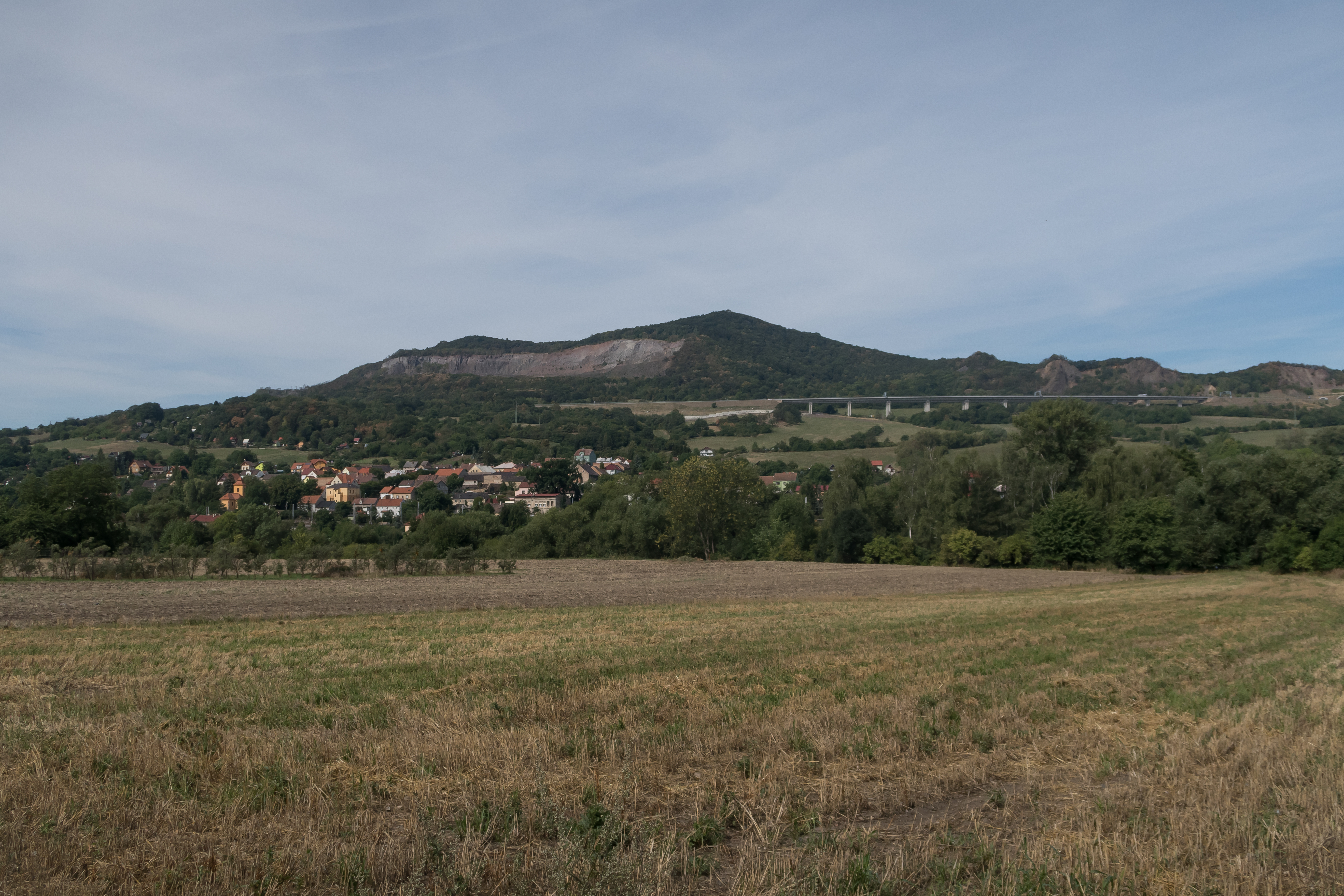
Blick von Libochovany auf Prackovice

Prackovice nad Labem (deutsch Praskowitz) ist eine Gemeinde in Tschechien. Sie liegt sechs Kilometer nördlich von Lovosice an der Elbe und gehört zum Okres Litoměřice.

## Geographie
Das Dorf befindet sich linkselbisch unterhalb der Porta Bohemica im Böhmischen Mittelgebirge. Durch Prackovice führt die Staatsstraße 30 und die Eisenbahn zwischen Lovosice und Ústí nad Labem. Nördlich erhebt sich der 364 m hohe Výsluní mit der Doerellova vyhlídka (Doerell-Aussicht), im Nordwesten der Debus (395 m), der mit dem Tunnel Prackovice der Autobahn D8 durchquert wird, sowie im Westen der Kubačka (543 m). Am gegenüberliegenden Elbufer liegen im Nordosten der Deblík (459 m) und im Südosten der 269 m hohe Hrádek-Berg mit der Kalvarie (Dreikreuzberg).
Nachbarorte sind  Dubice  im Norden,  Radejčín  im Nordwesten,  Kletečná  und Malá  Chotiměř  im Westen,  Dobkovičky  im Südwesten,  Litochovice nad Labem  im Süden sowie jenseits der Elbe Libochovany im Osten.

## Geschichte
Erstmals urkundlich erwähnt wurde Prackovice im Jahre 1057 bei der Gründung des Kollegiatstiftes St. Stefan in Litoměřice durch Herzog Spytihněv II.
Nach Libochovany verkehrte früher eine Elbfähre, diese wurde jedoch eingestellt.
Die Trasse der Autobahn D8 führt seit 2016 westlich des Dorfes am Fuße des Kubačka entlang, nachdem    Klagen und ein Erdrutsch die Fertigstellung des letzten Abschnitts dieser Autobahn lange verzögerten. 

## Ortsgliederung
Die Gemeinde Prackovice nad Labem besteht aus den Ortsteilen Litochovice nad Labem (Lichtowitz) und Prackovice nad Labem (Praskowitz), die zugleich auch Katastralbezirke bilden.

## Sehenswürdigkeiten
- Kirche St. Matthäus
- Kapelle in Litochovice

## Persönlichkeiten
Geboren
- Anton Grohmann (* 18. März 1887), römisch-katholischer Geistlicher und Märtyrer.